# Truncatoflabellum trapezoideum
Truncatoflabellum trapezoideum är en korallart som först beskrevs av Keller 1981.  Truncatoflabellum trapezoideum ingår i släktet Truncatoflabellum och familjen Flabellidae. Inga underarter finns listade i Catalogue of Life.